# Activequant
ActiveQuant es una aplicación de software libre y distribuido bajo la licencia GNU (General Public License). Es un entorno de trabajo, desarrollado enteramente en Java, para la compra-venta de derivados. La aplicación ha sido fundada por el exdirector de Jabber Software Foundation, el Sr. Ulrich Staudinger. 
Un comunidad internacional de desarrolladores y colaboradores asociados apoyan el desarrollo de la plataforma. El desarrollo está basado en el envío de código y extensiones con el soporte a través de listas de distribución, foros, chats y reuniones.

## Historia

### CCAPI
Desarrollado a principios del 2002 y la base de todos los desarrollos futuros.
Además de otras tareas principales, el CCAPI emitió precios de acciones de bolsa a través de una extensión de protocolo XMPP/Jabber centrándose en usos prácticos para aplicaciones financieras. CCAPI compartía su nombre con un API de ISDN para el acceso telefónico.

### CCAPI2
Reescritura de CCAPI con un enfoque mayor en la finanzas y en los negocios. El proyecto comenzó a principios del 2004 siendo publicado en freshmeat.net desde el 1 de agosto de 2004 y cayendo su uso a mediados de 2007.

## ActiveQuant
ActiveQuant supone la reescritura del CCAPI2 que se centraba en la plataforma de intercambio de acciones financieras. Actualmente (RC2) contiene las siguientes características:
- Gráficas básicas y especiales
- Compatible con sistemas de intercambio OTSA
- Sistemas de intercambio de ganancias[3]
- Soporte para InteractiveBroker
- Gráficas básicas
- Entorno de intercambio de finanzas electrónicas
- Informes BIRT[4]
- Soporte para InteractiveBroker/Yahoo
- Soporte para extensiones API
- Soporte de patrones Hammer[5]
- Extensión de AnalysisKit
- Extensión de MySQL 5.0 y soporte Derby a través de Hibernate
- Extensión de soporte para brokers

Echando un vistazo al código de ActiveQuant es visible a primera vista que el software está construido por bloques:
- Capa de recepción de datos: Funcionalidad de recepción de datos, por ejemplo de Yahoo,  InteractiveBroker y recepción de feeds de precios de stock en directo por parte de IB
- Capa Broker: Funcionalidades y clases para desarrollo, testing y funcionamiento de sistemas de inversión
- Capa DAO : Clases más elementales como el dominio del modelo de kernel. Esto incluye clases para velas, serie de velas, precios de acciones, etc..
- Capa de sistema de inversión financiero: Clases de algoritmo, clases computacionales com indicadores de cálculos o métodos de rescalada de seri de datos.